# ヘッド・アルツィ
ヘッド・アルツィ (ヘブライ語: הד ארצי、わが祖国の響きの意。Hed Arzi（Hed ArtziまたはHed Artsiとも表記される）は、1946年に設立されたイスラエルのレコード会社である。イスラエルで最も大きく、老舗のレコード会社の一つ。

## 沿革
1946年、ツヴィ・レヴィン（Zvi Levin）は、Josef Grossman、Alexander Borowitz、Ephraim Ruttenbergと共同でテルアビブにヘッド・アルツィを設立した。ツヴィ・レヴィンはベルリンからの難民で、ベルリンでは書店とレーベル「ゼメル」（Semer、ヘブライ語で「歌」を意味するZemerに由来）を経営していた。ゼメル・レーベルは、1932年頃から水晶の夜に録音の原盤や在庫品が粉砕されて燃やされるまで運営されていた。
ヘッド・アルツィは1947年9月からエフライム・フェリックス・ルゼチンスキ（Ephraim Felix Rzeczynski）のもと運営が始まり、イスラエルで最も古いレコード会社となった（ヤッファのMakolit社、テルアビブのTslil社などがこれに続く）。
当初は78回転の蓄音機レコード（ゼメル時代の復刻も含む）を製造していたが、ヤファ・ヤルコニの「Agala Vesoussa」や「Bab El-Wad」、ショシャナ・ダマリの「Kalaniot」や「Ani Mitzfat」などが人気を博した。1951年、同社はラマト・ガンに工場を建設した。1955年には最初のLPを製造（ショシャナ・ダマリが歌う6曲を収録）、1958年には最初のステレオ・レコードを録音し、「30カ国近くへの輸出活動を着実に増加させている、近東で最大かつ最も近代的なレコード・メーカー」、あるいは「イスラエルの主要な流通・製造業者」とされた
。1960年までに、レコードを1250タイトル以上、シングル盤を約700枚、LPレコードを320枚以上生産しており、年収は25,000ドルであった。1961年末には、同年にイスラエルで行われたアドルフ・アイヒマンの裁判の様子を記録したドキュメンタリーLPを発行している。
1980年、株式の50％をモディイン出版社（新聞「マアリヴ」の親会社）に売却。1993年からはIsrael Land Development Companyが所有。
2008年からはNMC United（NMC Musicのオーナー）が所有している。

## 所属アーティスト
- サリット・ハダッド
- オフラ・ハザ
- ダナ・インターナショナル

## 参照
1. ↑  ヒルシュ・レヴィン（Hirsch Lewin）の名でも知られる
2. ↑  P. Gradenwitz, Music publishing in Israel, Music Library Association Notes, v. X, 1953, p. 391-393.
3. ↑  Israel digest: a bi-weekly summary of news from Israel, 1955, v. 6-8, p. 48.
4. ↑  Who's who Israel, 1958, p. 452
5. ↑  The Billboard, Sept. 7, 1959, p. 8
6. ↑  The Israel yearbook, 1960, p. 293
7. ↑  The Billboard, Nov. 13, 1961, p. 42